# Volby do Říšské rady 1897
Volby do Říšské rady 1897 byly volby konané v březnu 1897 v Předlitavsku. Zvoleni v nich byli členové poslanecké sněmovny (dolní komory) celostátního parlamentu, Říšské rady. Šlo o první volby v Předlitavsku konané podle reformovaného kuriového systému s všeobecným ale stále nikoliv rovným volebním právem.

## Dobové souvislosti
Od roku 1895 vládla v Předlitavsku vláda Kazimíra Badeniho, která předložila v únoru 1896 návrh na zásadní reformu volebního systému. Ten byl přijat. Takzvaná Badeniho volební reforma zachovávala kuriální volební systém, ale k dosavadním čtyřem kuriím (velkostatkářská, městská, kurie obchodních a živnostenských komor a kurie venkovských obcí) přibyla kurie pátá, všeobecná. Zatímco volební právo v čtyřech původních kuriích omezoval volební cenzus (daňově definovaný, tedy volit směli jen ti, kteří odváděli na daních nějakou minimální částku), pátá kurie zahrnovala všechny muže starší 24 let. Počet poslanců byl zvýšen o 72 na 425. V květnu 1896 byla reforma schválena Říšskou radou.
Hlasování se konalo v několika etapách během března 1897, přičemž v páté kurii se volilo 12. března 1897.

## Výsledky a dopady voleb
Volby výrazně pozměnily silové poměry v rakouském parlamentu. Silným trendem byl rozklad původní dominantní německé Pokrokové strany, na jejíž úkor se v rakousko-německém politickém táboře etablovaly Deutsche Volkspartei a Křesťansko-sociální strana. Jako samostatný proud se uchytili (zejména v českých zemích) i Všeněmci (Alldeutsche Vereinigung). Mezi českými voliči naopak volby dočasně vedly k sjednocení politického spektra a dovršily přesun voličských preferencí ve prospěch mladočechů na úkor staročechů.
Volby přinesly další fragmentaci politické scény. Tři nejsilnější kluby (mladočeši – 60 mandátů, Polský klub – 59, německá Pokroková strana – 49) disponovaly jen 168 mandáty. V nové Říšské radě bylo utvořeno 17 poslaneckých klubů. Slabá zatím zůstávala pozice sociálních demokratů. V celém Předlitavsku získali jen 15 mandátů.
Po volbách se Badeniho vláda snažila o vyjednávání s cílem vytvoření stabilní parlamentní provládní většiny. Badeni nepočítal s německými pokrokáři ani s nacionálně radikálními Všeněmci, chtěl ale pro svůj kabinet dojednat podporu mezi konzervativními proudy německo-rakouské politiky a včetně Strany ústavověrného velkostatku. Plánoval i ústupky Čechům, aby si naklonil mladočeskou stranu. Poté, co Strana ústavověrného velkostatku podporu vládě odmítla, podal 2. dubna 1897 demisi. Ovšem šlo spíše o gesto. Mezitím pokračovala jednání a 4. dubna došlo k rámcové dohodě, kterou se fakticky obnovil takzvaný Železný kruh pravice z 80. let 19. století (Německá katolická lidová strana, mladočeši, Polský klub a česká konzervativní šlechta ze Strany konzervativního velkostatku). Tato aliance disponovala více než 220 poslanci z celkových 425. Badeni tak setrval ve funkci předsedy vlády. Vláda ovšem nevydržela dlouho, protože Badeni podal demisi v rámci odporu německých nacionálních sil proti Badeniho jazykovým nařízením. 
| Strana  | mladočeši | Polský klub | Pokroková strana | Katolická lidová strana | Deutsche Volkspartei | Křesť.-soc. str. |
| Mandátů | 60+2      | 59          | 49               | 41                      | 39                   | 28               |